# 암라스

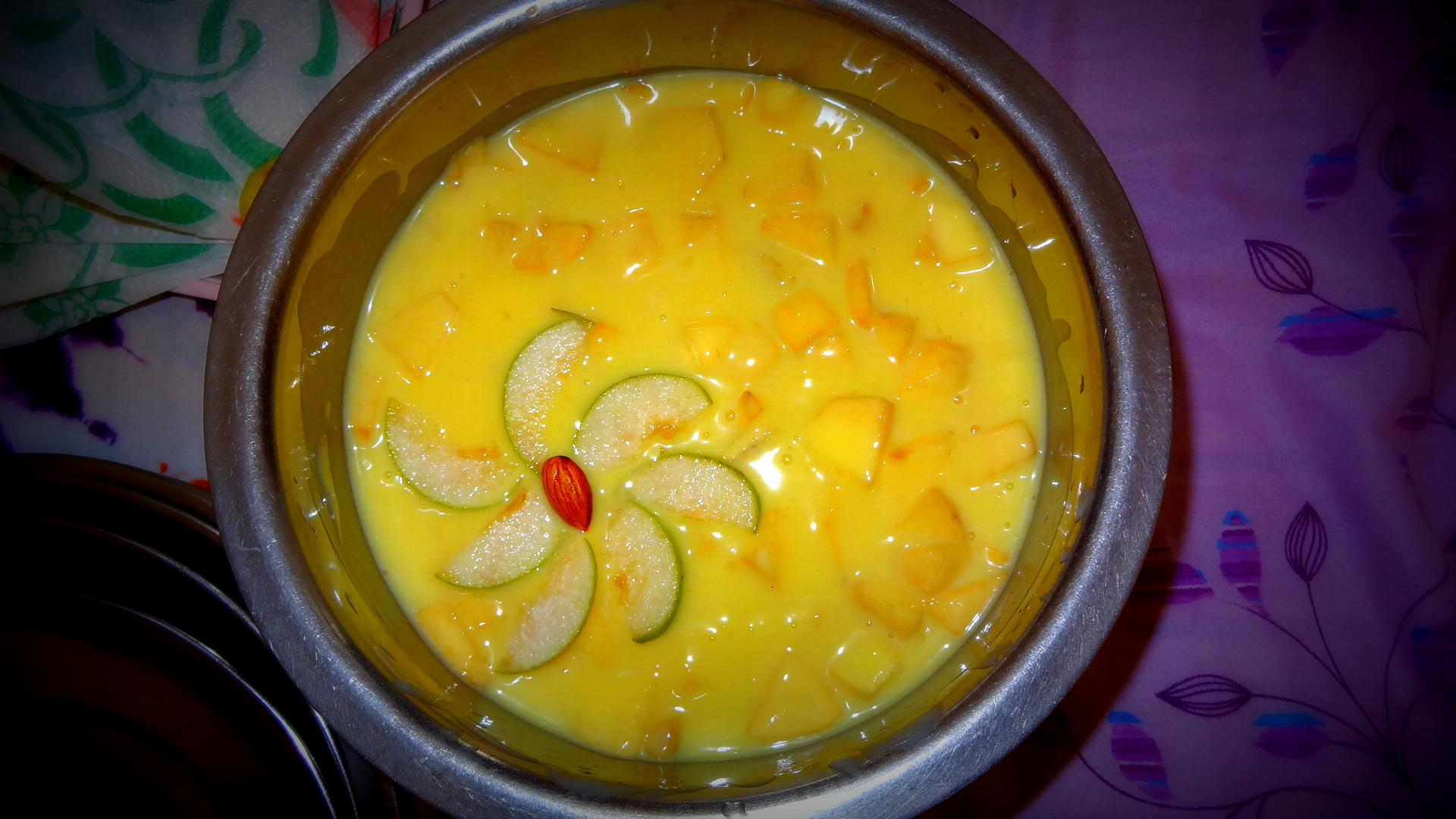

암라스(aamras 또는 amras)는 인도 아대륙 요리의 특징이며 망고 열매의 과육으로 만든 달콤한 요리이다. 잘 익은 망고의 과육은 보통 손으로 추출하여 푸어리스 또는 차파티(인도 빵)와 함께 먹는다. 때때로 버터 기름과 우유가 펄프에 첨가되어 풍미를 향상시킨다. 단맛을 조절하기 위해 설탕도 넣는다. 이 음식은 종종 카다몬과 다진 과일과 함께 축하 행사와 결혼식에서 먹는다.
암라스의 지역판은 특히 축제 기간 동안 라자스탄의 요리와 마라위, 마라티 및 구자라티의 가정에서 인기있는 디저트이다.
과일은 여름이 끝날 때 수확되는 제철 과일이기 때문에 과일을 과육 형태로 보존해야 하는 필요성 때문에 적당히 큰 규모의 망고 가공 산업이 생겨났다.